# Louis Jouvet
Louis Jouvet (Crozon, 24 de desembre de 1887 – París, 16 d'agost de 1951) va ser un actor i director de teatre francès.
És fill de Louis Lucien Jouvet (1852-1902) i Victoire Eugénie Séjournet (1859-1937). L'any 1887, Louis Lucien Jouvet es trobava a Finisterre com a director d'obres durant la construcció del fort de Landaoudec a Crozon. Quan tenia catorze anys, el pare va morir en un accident laboral i la mare torna a les Ardenes. S'hi instal·la a Rethel a la casa de son germà, un farmacéutic.
Per tradició familiar va haver d'estudiar farmàcia, primer a Tolosa de Llenguadoc i després a París, mentre hi començava a actuar en el teatre amateur. Aviat rep petits papers a les companyies del Théâtre des Arts, de l'Odéon i del Châtelet. Es va presentar tres vegades, sense succés, als exàmens d'ingrés del Conservatori d'Art Dramàtic de París.
El 1912 es llicencia en farmàcia, però mai no va exercir. Sobreviu fent classes particulars i alguna aparició al cinema. L'any següent, tanmateix, amb el seu amic Charles Dullin va ingressa al Théâtre du Vieux-Colombier fundat per Jacques Copeau. El teatre té poc recursos i hi fa de tot: regidor, decorador, ajudant de direcció i actor. Venç la tartamudesa amb una tècnica de vocalització i de pronúncia sincopada que el caracteritzarà tota la vida.
Quan esclata la Primera Guerra Mundial, és mobilitzat com a sanitari, però el 1917 és reclamat per la companyia de teatre francès que Copeau i Dillon presentaran al Garrick Theater de Nova York. L'èxit mediocre d'aquesta aventura va refredar les relacions amb Copeau, i tot i que el 1920 reobren el Vieux-Colombier de París, dos anys després la ruptura és total. Jouvet formarà la seva pròpia companyia que resideix al Théâtre des Champs-Élysées. Hi té un primer èxit: la representació de Knock o el triomf de la medicina, de Jules Romains, que assolirà mil cinc-centes representacions.
El 1927 formà el grup Cartel des Quatre amb Charles Dullin, Gaston Baty i Georges Pitoëff, que maldaven per divulgar el teatre d'alta qualitat no comercial, “teatre descentralitzat popular”. L'any següent conegué el dramaturg Jean Giraudoux i esdevenen bons amics.
El 1935 passa a dirigir el Théatre de l'Athenée, on té nombrosos èxits amb obres del repertori clàssic, especialment Molière. S'hi estrena també obres de Giraudoux. Tot i que aquest el proposa per dirigir la Comédie-Française, Jouvet s'estimarà més continuar amb la direcció de l'Atenée.
Després de la derrota francesa al començament de la Segona Guerra Mundial, Louis Jouvet pren la direcció dels teatres nacionals, però aviat es traslladarà a Sud-amèrica amb la seva companyia de l'Athenée. A Rio de Janeiro s'adona que els governs alemany nazi i el de Vichy n'abusen per fer propaganda exterior. Quan a més la seva ajudant de direcció Charlotte Delbo, que s'ha unit a la Resistència, és deportada a Auschwitz, Jouvet trenca totalment amb el govern col·laboracionista francès.
El 1945 va tornar a França. Hi va ser rebut pel general De Gaulle. El 1950 va rebre la Legió d'Honor. Va reobrir el Théâtre de l'Athenée, rebatejat Théâtre Athenée-Louis-Jouvet. Hi va tenir els majors èxits com a director amb La boja de Chaillot de Jean Giraudoux (1945) i El diable i el bon Déu de Jean-Paul Sartre.
Tot i preferir sempre el teatre, al llarg de la seva vida va actuar en una trentena de films a les ordres d'importants directors, com ara Robert Siodmak, Jean Renoir, Marcel Carné i Erich von Stroheim.
Morí de sobte al Théatre de l'Athenée, durant un assaig d'El poder i la glòria de Graham Greene. Va ser sebollit al cementir de Montmartre a París.